# Weston (Vermont)
Weston è una città degli Stati Uniti d'America, nella contea di Windsor, nello Stato del Vermont. La popolazione era di 566 abitanti nel censimento del 2010.